# コルネリス・ファン・クレーフェ
コルネリス・ファン・クレーフェ（Cornelis van Cleve、1520年 - 1567年ころ）はフランドル出身の画家である。有名な画家、ヨース・ファン・クレーフェ(Joos van Cleve (c.1485-c.1540)の息子である。名前はCorneliusとも綴られ、姓はVan Cleefと綴られることもある。

## 略歴
アントウェルペンの有名な画家、ヨース・ファン・クレーフェの息子に生まれた。父親のもとで修行し、10代の後半は、晩年の父親の助手を務めた。1540年頃に父親が亡くなっているが、1540年にアントウェルペンの聖ルカ組合に親方として登録されたともされる 。父親はイタリアのルネッサンスの画家たちのスタイルを継承し、聖母子を描いた絵画などで知られていて、コルネリス・ファン・クレーフェも多くの宗教画を描いた。
1555年にアントウェルペンに持っていた邸の一つを売って、ロンドンに移るが、その理由にはいろいろ推測されていて、その頃はフランドルで絵があまり売れなくなっていたため、1554年に、イングランド王国の女王メアリー1世と結婚し、しばらくイングランドに滞在していたスペイン王、フェリペ2世からの注文を期待したとする経済的理由か、プロテスタントに共感していた宗教的理由などが挙げられている。ロンドンでも経済的な成功は得られ無かったとされ、ネーデルランドの画家の伝記を出版したカレル・ファン・マンデル(1548-1606)の残した記録によれば、1604年頃から、精神的に変調をきたし、「Sotte Cleve（狂気のクレーフェ）」の仇名が付けられたとされ、アントウェルペンに連れ戻され、義理の息子世話をうけたとされる。
没年や亡くなった場所もはっきりとしていないが1567年ころに亡くなったとされる。

## 作品

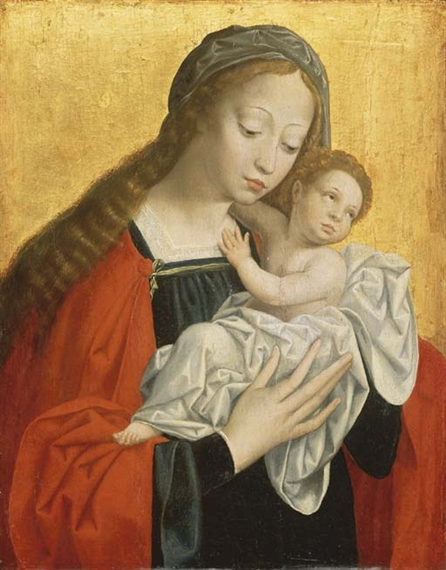
聖母子 (c.1545)
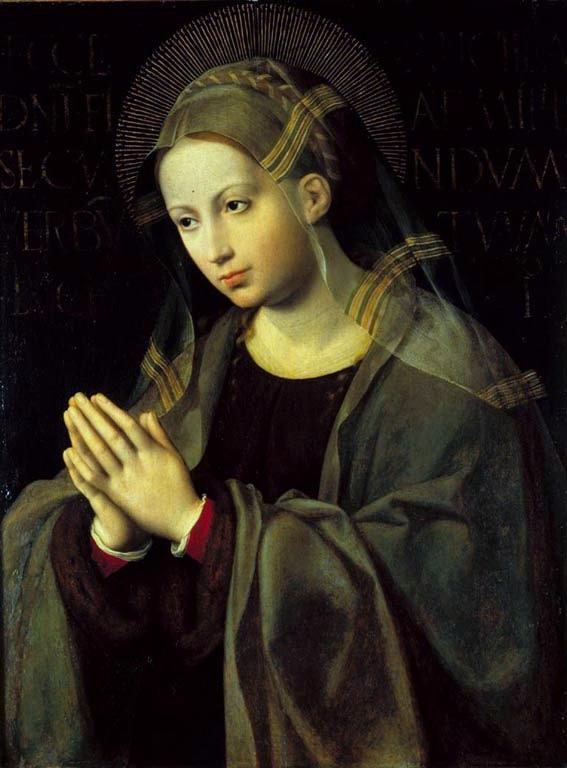
受胎告知を受けた聖母
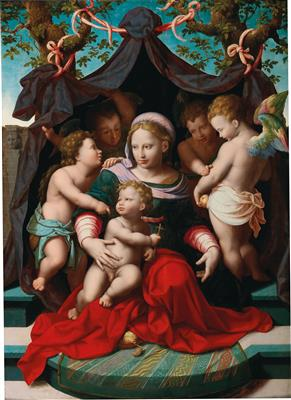
「幼い洗礼者ヨハネと聖母子」
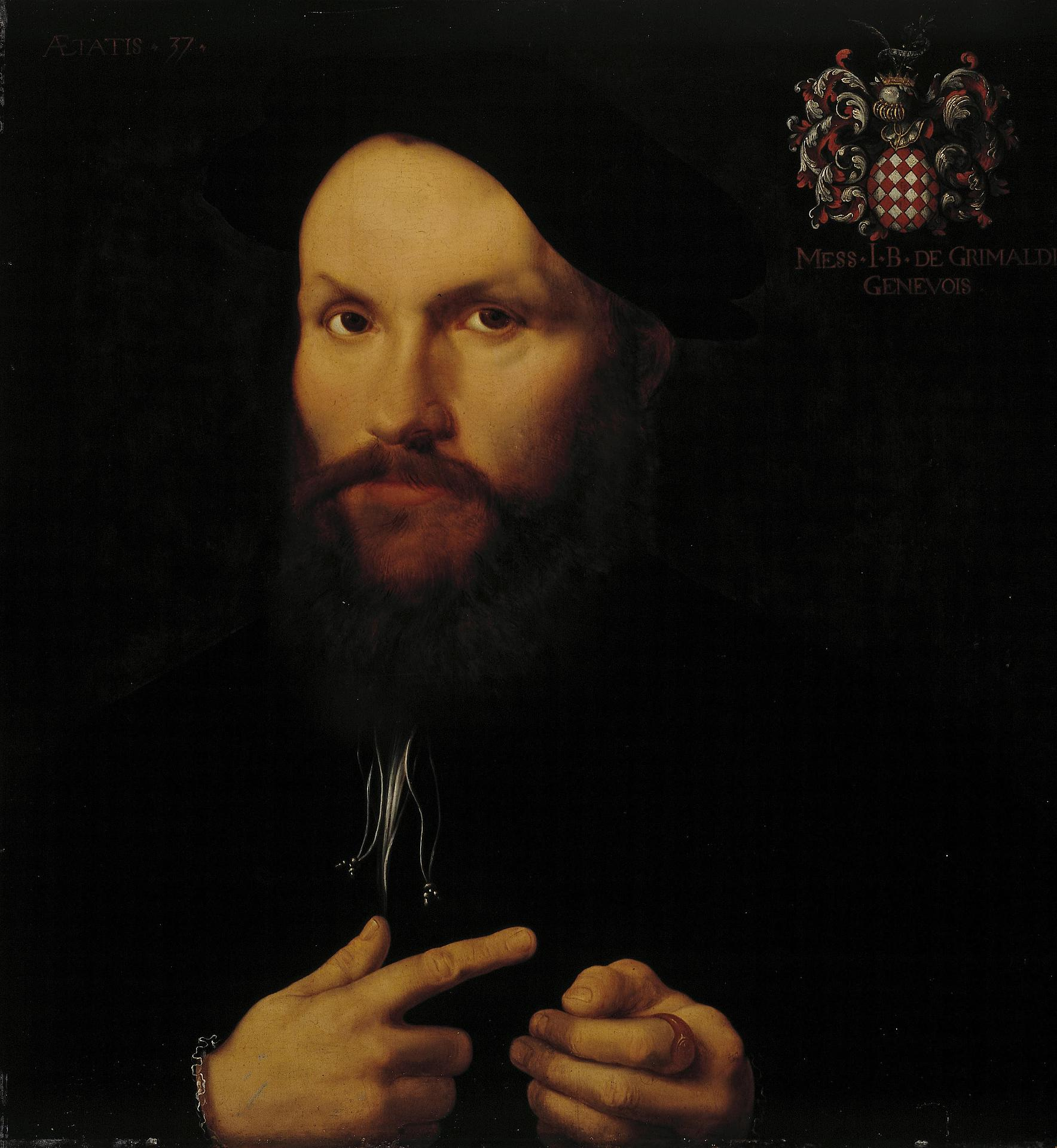
男性の肖像画